# Dziurawiec na Tomaszówkach Dolnych
Dziurawiec na Tomaszówkach Dolnych – obiekt jaskiniowy znajdujący się w górnej części Doliny Będkowskiej na terenie wsi Bębło w województwie małopolskim, w powiecie krakowskim, w gminie Wielka Wieś. Pod względem geograficznym jest to obszar Wyżyny Olkuskiej w obrębie Wyżyny Krakowsko-Częstochowskiej.

## Opis jaskini
Tunel znajduje się w lesie, w trzeciej od dołu grupie skał Tomaszówek Dolnych, w skale schodzącej najniżej do dna doliny. Jest najniżej położonym obiektem jaskiniowym w tej skale. Ma postać ciasnego korytarzyka przebijającego skałę na wylot. Północno-wschodni otwór znajduje się przy ziemi. Biegnie od niego w kierunku południowo-zachodnim ciasny tunel, który przed wylotem rozgałęzia się na dwa tuneliki mające wyloty na południowo-zachodniej ścianie skały tuż nad jej podstawą. Dno tunelu jest nierówne, z niewielkimi prożkami. Ściany są silnie skorodowane i występują w nich liczne jamy o ostrych i nierównych ścianach, kanały o okrągłym przekroju, koliste jamy, wżery i kotły wirowe.
Tunel powstał w warunkach freatycznych w wapieniach z jury późnej. Nie posiada nacieków. Osady jaskiniowe ubogie, złożone z próchnicy zmieszanej z wapiennym gruzem. Obiekt jest widny w całości, przewiewny i w całości poddany wpływom środowiska zewnętrznego. Na ścianach w pobliżu otworów rozwijają się  glony i mszaki, w głębi występują pajęczaki.
Tunel nie był wzmiankowany w literaturze. Jego dokumentację sporządził A. Górny w grudniu 2009 r. Pomiary i plan wykonał M. Pruc.

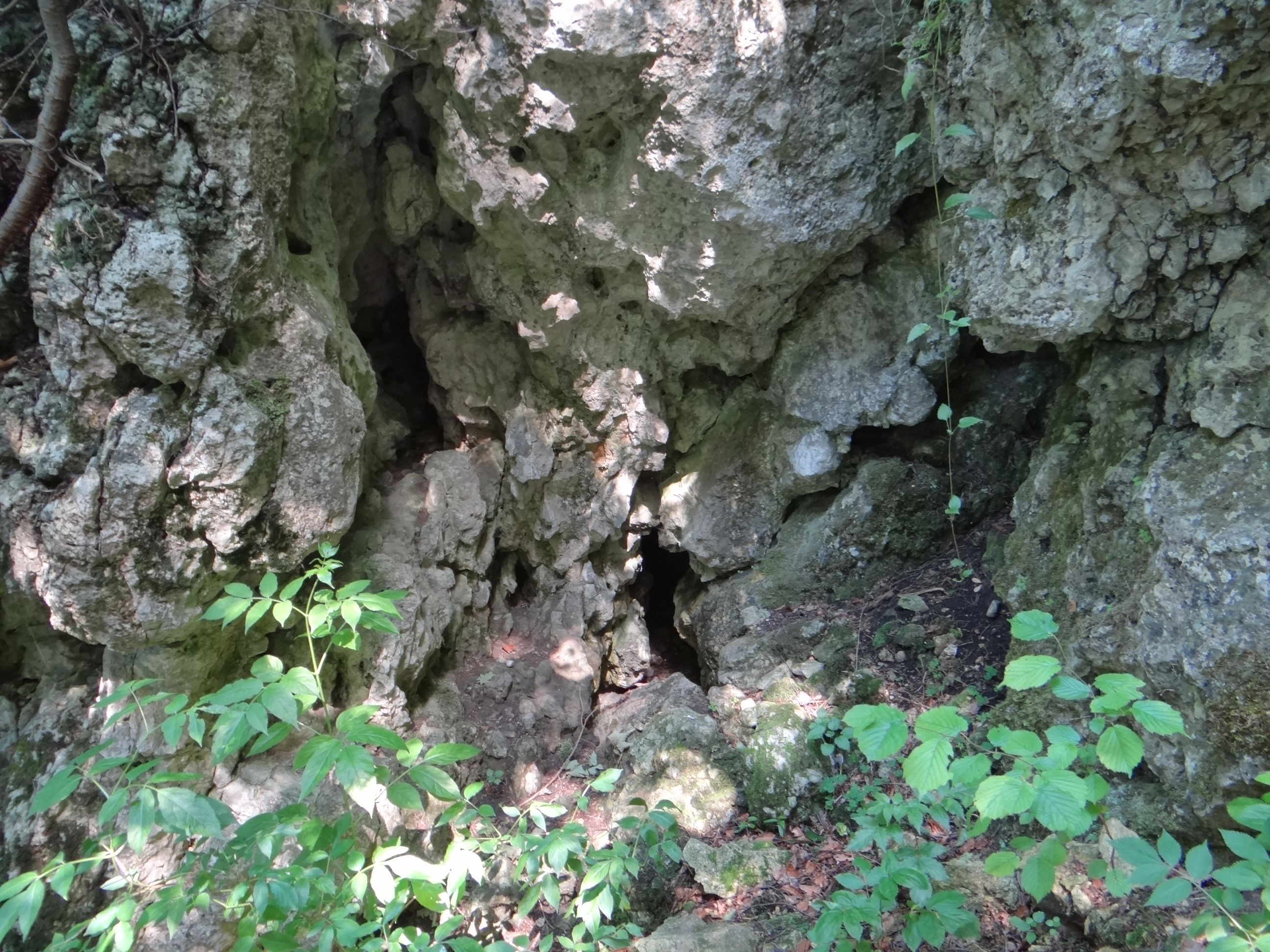
2 otwory południowo-zachodnie
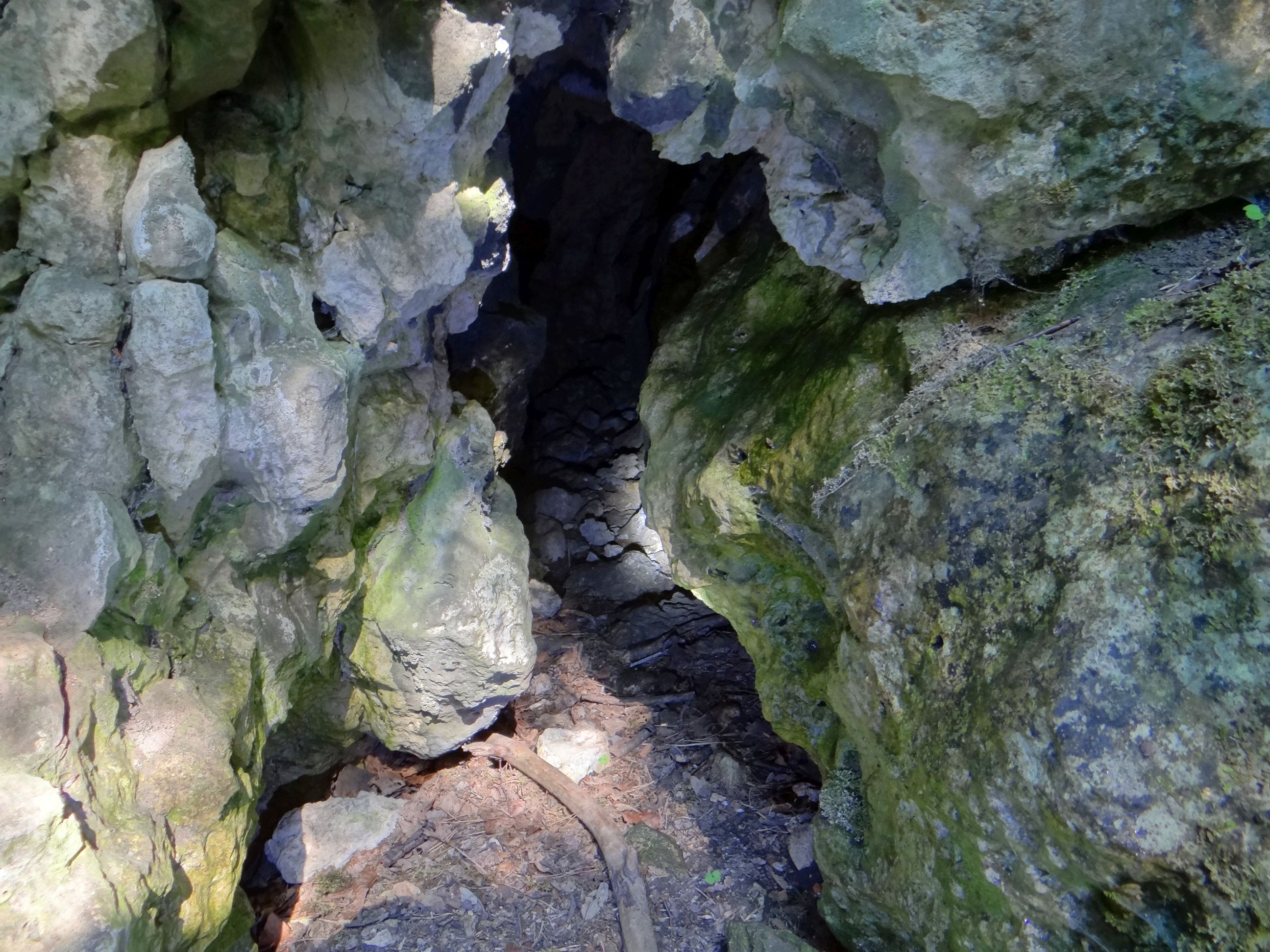
Otwór północno-wschodni
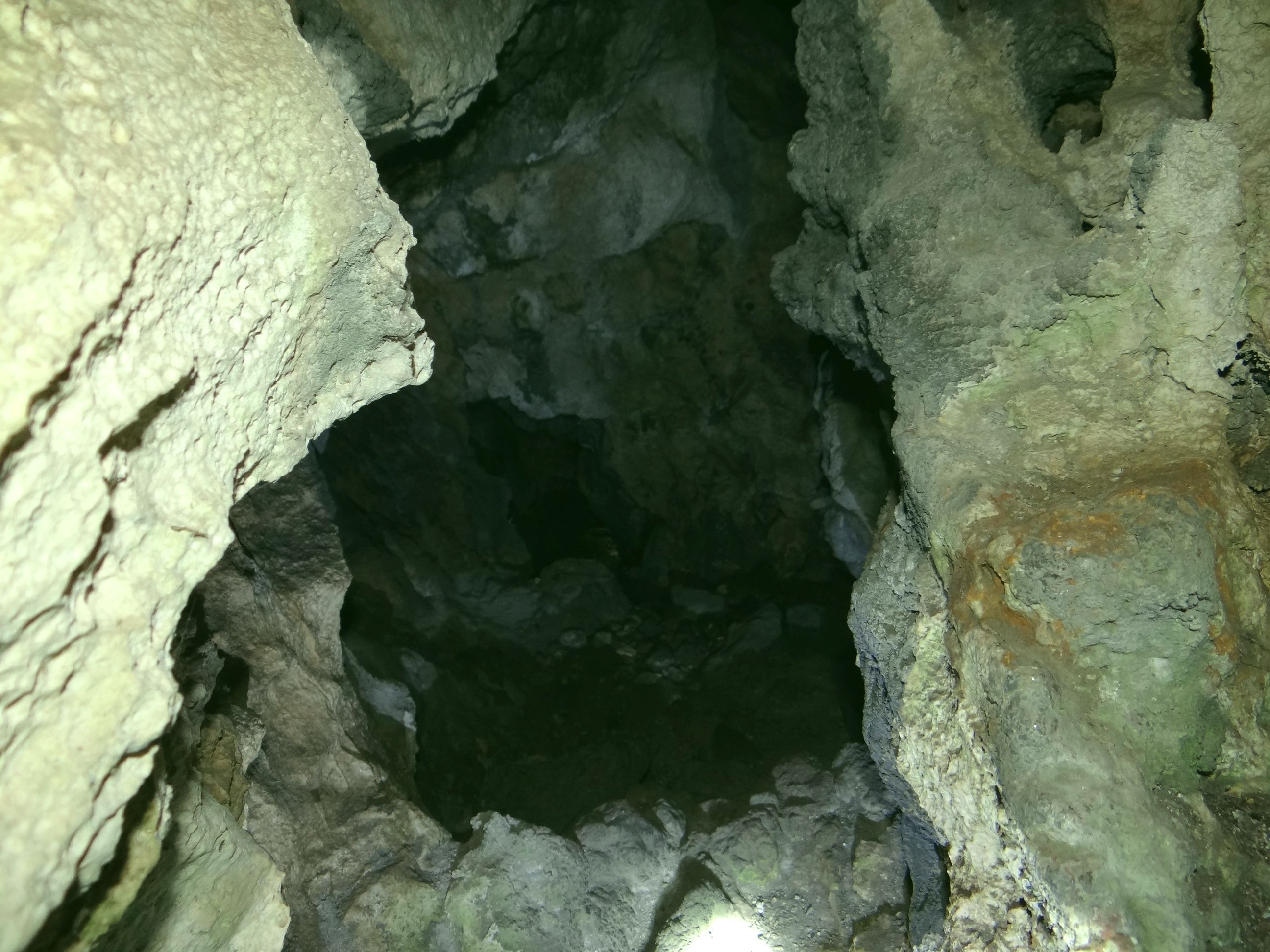
Tunel za otworem północno-wschodnim